# آرشي غودوين (كرة سلة)
آرشي غودوين (بالإنجليزية: Archie Goodwin)‏ مواليد 17 أغسطس 1994 في ليتل روك، هو لاعب كرة سلة أمريكي بدأ مسيرته الاحترافية في سنة 2013 حيث تم اختياره من قبل فريق أوكلاهوما سيتي ثاندر خلال الدرافت. يلعب مع فريق فينيكس صنز في الرابطة الوطنية لكرة السلة ويحمل الرقم 20. يبلغ طوله 6 قدم 5 بوصة (2.0 م).

## إحصائيات المسيرة

### الموسم الاعتيادي
| السنة   | الفريق     | لعب | بدأ | دقيقة | ميداني% | ثلاثية | حرة  | ارتداد | صنع | استلاب | تصدي | نقطة |
| ------- | ---------- | --- | --- | ----- | ------- | ------ | ---- | ------ | --- | ------ | ---- | ---- |
| 2013–14 | فينيكس صنز | 52  | 0   | 10.3  | .455    | .139   | .673 | 1.7    | .4  | .4     | .2   | 3.7  |
| 2014–15 | فينيكس صنز | 41  | 2   | 13.0  | .393    | .293   | .735 | 1.8    | 1.1 | .4     | .2   | 5.6  |
| المسيرة |            | 93  | 2   | 11.5  | .421    | .221   | .710 | 1.7    | .7  | .4     | .2   | 4.6  |

## روابط خارجية
- آرشي غودوين على موقع الدوري الأوروبي لكرة السلة (الإنجليزية)
- آرشي غودوين على موقع إن بي أي (الإنجليزية)
- آرشي غودوين على موقع سبورتس رفرنس (الإنجليزية)
- آرشي غودوين على موقع كرة السلة الأوروبية.كوم (الإنجليزية)
- آرشي غودوين على موقع إي إس بي إن.كوم (الإنجليزية)
- آرشي غودوين على موقع كلية كرة السلة في سبورتس رفرنس.كوم (الإنجليزية)
- آرشي غودوين على موقع ريلجم (الإنجليزية)
- آرشي غودوين على موقع بروبوليرز (الإنجليزية)
- آرشي غودوين على موقع سبورتس رفرنس (الإنجليزية)
- آرشي غودوين على موقع سبورتس رفرنس (الإنجليزية)